# 525 (nombre)
Cet article concerne le nombre 525. Pour l'année, voir 525.
525 (cinq cent vingt-cinq) est l'entier naturel qui suit 524 et qui précède 526.

## En mathématiques
Cinq cent vingt-cinq est le 9e nombre pyramidal hexagonal.

## Dans d'autres domaines
cinq cent vingt-cinq est aussi :
- Années historiques : -525, 525